# Ana Otero
Ana Otero (San Sebastián, Guipúzcoa, 13 de mayo de 1970) es una actriz española.

## Trayectoria artística
Nacida en San Sebastián y vallisoletana de adopción, desarrolla el grueso de su vida académica en Valladolid (Escuela de Teatro 1988-1992). Finalizado ese ciclo de estudio se traslada a Barcelona, donde seguirá formándose con distintos maestros y disciplinas escénicas, hasta su traslado definitivo a Madrid, donde desarrolla su carrera hasta la actualidad, y seguirá indagando en su formación, vinculada al Teatro de La Abadía, donde protagoniza diversos montajes y piezas, otorgándole la posibilidad de trabajar junto a destacados maestros de la actuación de distintas partes del mundo.
En los últimos años se centra en el trabajo formativo basado en la Técnica de Mickel Chéjov, así como en el proceso experimental y más performativo del Viewpoints, proveniente de la SITI Company de Nueva York.

## Filmografía

### Televisión

#### Series de Televisión
| Año/s     | Serie de Televisión            | Personaje         | Cadena    | Notas                            |
| --------- | ------------------------------ | ----------------- | --------- | -------------------------------- |
| 2019      | Secretos de estado             | Maribel de Felipe | Telecinco | Reparto secundario               |
| 2018-2019 | Servir y proteger              | Raquel Carrillo   | La 1      | Personaje recurrente             |
| 2015      | Algo que celebrar              |                   | Antena 3  | Personaje episódico (1 episodio) |
| 2012      | La que se avecina              | Dra. Capdevila    | Telecinco | Personaje episódico (1 episodio) |
| 2011      | Los misterios de Laura         | Lorena            | La 1      | Personaje episódico (1 episodio) |
| 2009      | Hermanos y detectives          | Elena Belmonte    | Telecinco | Personaje episódico (1 episodio) |
| 2008      | Cuestión de sexo               |                   | Cuatro    | Personaje episódico (1 episodio) |
| 2005-2007 | Amar en tiempos revueltos      | Paloma Beltrán    | La 1      | Papel Principal (441 episodios)  |
| 1999-2000 | Compañeros                     | Nuria García      | Antena 3  | Papel Principal (33 episodios)   |
| 1996-1998 | Todos los hombres sois iguales | Yolanda "Yoli"    | Telecinco | Papel Principal (66 episodios)   |
| 1993      | Los ladrones van a la oficina  | Extra             | Antena 3  | Extra (Episodio/s indefinido/s)  |

#### Programas de Televisión
| Año/s      | Programa de Televisión | Como         | Cadena               | Notas          |
| ---------- | ---------------------- | ------------ | -------------------- | -------------- |
| 2009       | B Cult                 | Entrevistada |                      | En 2 ocasiones |
| 2008       | Cámara abierta 2.0     | Entrevistada | La 2                 | En 1 ocasión   |
| 2007       | La mandrágora          | Entrevistada | La 2                 | En 1 ocasión   |
| 2003, 2008 | Pasapalabra            | Invitada     | Antena 3 y Telecinco | En 6 ocasiones |
| 1999       | Waku waku              | Invitada     | La 1                 | En 1 ocasión   |
| 1992       | Carros de Juego        | Azafata      | La 1                 | En 8 ocasiones |

#### Tv Movies y Miniseries
| Año/s | Tv Movie                            | Personaje               | Cadena                  | Notas                                                             |
| ----- | ----------------------------------- | ----------------------- | ----------------------- | ----------------------------------------------------------------- |
| 2013  | El quinto sello                     | Aloma                   | Antena 3 (Web)          | 2 episodios, papel principal                                      |
| 2010  | Alta traición                       | Paloma Beltrán          | La 1                    | Especial Amar en tiempos revueltos (2 episodios), papel principal |
| 2008  | Flores para Belle                   | Paloma Beltrán          | La 1                    | Especial Amar en tiempos revueltos (2 episodios), papel principal |
| 2004  | Flores muertas                      | Clara                   |                         | Película, papel principal                                         |
| 2001  | Tiempo final                        | Información desconocida | Información desconocida | Información desconocida                                           |
| 1996  | Blasco Ibáñez, la novela de su vida | Greta Garbo             | TVE                     | Papel principal                                                   |

### Cine

#### Largometrajes
| Año  | Largometraje                          | Personaje    | De                     | Notas |
| ---- | ------------------------------------- | ------------ | ---------------------- | --- |
| 2017 | El último Akhenatón: Hereje           | Tiyi         | Ignacio Oliva          | En posproducción                                                                                                 |
| 2012 | La rosa de nadie                      | Manuela      | Ignacio Oliva          | Premio del Público y mención de Honor del Jurado Festival Ibbaf de Murcia. Festival Internacional de Tesalónica. |
| 2007 | Un buen día lo tiene cualquiera       | Pilar "Pili" | Santiago Lorenzo       | Papeles secundarios                                                                                              |
| 2002 | Reflejos                              |              | Miguel Ángel Vivas     | Papeles secundarios                                                                                              |
| 2000 | La voz de su amo                      | Katy         | Emilio Martínez Lázaro | Papeles secundarios                                                                                              |
| 1996 | El amor perjudica seriamente la salud | Enfermera    | Manuel Gómez Pereira   | Papeles secundarios                                                                                              |
| 1996 | Pon un hombre en tu vida              | Enfermera    | Eva Lesmes             | Papeles secundarios                                                                                              |
| 1996 | Malena es un nombre de tango          | Mariana      | Gerardo Herrero        | Papeles secundarios                                                                                              |
| 1994 | Dame fuego                            | Candela      | Héctor Carré           | Papeles secundarios                                                                                              |

#### Cortometrajes
- Volcánica (Serie Indetectables). (2017) de Alberto Velasco.
- Radial (2017)
- Diente por ojo (2007), de Eivind Holmboe.
- Teatreros (2005).
- El sofá (2001), de Ana Morente.
- Perros bajo la lluvia (2001), de Rubén Alonso.
- Nadie, un cuento de invierno (1999)

### Teatro
- Atlas de geografía humana. Centro Dramático Nacional,Teatro María Guerrero. Madrid. (Protagonista). Dirección: Juanfra Rodríguez. 2012.
- La familia de Pascual Duarte - Teatro Fernando Fernán Gómez, Madrid. Dirección: Gerardo Malla. Personaje- Lola, mujer de Pascual.(prot). 2012.
- La mujer justa - Teatro de La Abadía. Tantaka Teatroa. Dirección: Fernando Bernués. Personaje - Judith (protagonista). Madrid 2011
- Rock´n´Roll. De Tom Stoppard. Teatre Lliure. Naves del Español, Madrid. Dirección: Àlex Rigola. Pers.-Eleanor.(protag.). 2010.
- Días mejores. Teatro de La Abadía. Teatre Lliure. Dirección: Àlex Rigola. Pers.-Faye.(protag.). Festival Internacional de Teatro de Sarajevo.2008-2009.
- Presas. Centro Dramático Nacional. Dirección: Ernesto Caballero. Pers.-Mª Cruz, 1a comunista.(Protag.). 2007.
- El vicio de mirar. Creación de Ana Vallés. Teatro de La Abadía. Colectiva. 2006
- El libertino. Teatro de La Abadía. Dir. Joaquín Hinojosa. Pers. - Mad. Therbouch (Protag). 2003-04.
- Noches de amor efímero. Teatro Bellas Artes. Dir. Emesto Caballero. Pers. - Vanesa (Protagonista). 2002.
- Doble garganta. De Javier Macua, Círculo de Bellas Artes. Dir. Maxi Rodríguez. Pers. - Greta (Protagonista). 1999.
- Aquellas colinas azules. Teatro Lara. Dir. Pilar Masa. Pers. - Angie (Protagonista). 1997.
- Viento es la dicha de amor. Ópera barroca. Dir. Juanjo Granda. Pers.- Marquesa de Monteagudo/ Fedra (Protag.). 1995.
- De fuera vendrá… Sala Cuarta Pared. Dir. Juan Polanco. Pers.-Doña Francisquita (Protag.). 1994.
- En la ciudad soñada. Teatro de Calle. Compañía Guirigai. Varios personajes. 1993
- Las galas del difunto. Teatro Municipal de Alcorcón. Dir. Francisco Muñoz. Pers. - La Daifa (Protag). 1992.
- Aquí no paga nadie. Teatro. Dir. Carlos Vides. Pers.- Antonia. 1992.
- La noche de las tríbadas. Teatro Canterac de Valladolid. Dir. Carlos Vides. Pers.- Siri Von Essen. 1992

## Premios y Candidaturas
- Nominada al Premio de la Unión de Actores a la Mejor actriz protagonista por Todos los hombres sois iguales en 1997.
- Nominada al Premio de la Unión de Actores a la Mejor actriz protagonista por Amar en tiempos revueltos en 2007. Recoge el Premio Ondas, junto a sus tres compañeros coprotagonistas,,a la Mejor Serie de Ficción de T.V.
- Racimo de oro 2006 de Cine, Ciudad de Serrada. 2007.
- Mejor actriz de Cine, Certamen de cortos de Ávila, por Diente por ojo, la ópera prima del noruego Eivind Holmboe. Este mismo corto recibe el de Mejor corto en Cortogenia de Guadalajara (México). Así como el Premio Ann Harbour(USA), concediéndole además la Preselección para los Premios Oscar. 2007.
- Premio de Teatro Provincia de Valladolid. 2009.